# 烏爾齊尼市鎮
42°32′00″N 19°20′00″E / 42.5333°N 19.3333°E
烏爾齊尼市鎮，是蒙特內哥羅的一个市镇，位於該國東南部，行政中心为烏爾齊尼，面積255平方公里，2011年人口20,290，人口密度每平方公里80人。